# Форсман, Оскари
Оскари Форсман (фин. Oskari Forsman; 28 января 1988, Оулу) — финский футболист, вратарь.

## Биография
Воспитанник небольших финских клубов «Каяанин Хака» (Каяани) и «Тоэйоэн Вейкот» (Пори). В 2002—2005 годах занимался в юношеской команде клуба «Джаз» (Пори). В 2006 году подписал контракт с «Интером» (Турку), но поначалу играл на правах аренды в низших лигах за «ВГ-62» (Наантали) и «Синимустат» (Турку). В составе «Интера» дебютировал в высшем дивизионе Финляндии 23 апреля 2007 года в матче против «Хаки» (0:1). Всего в 2007—2008 годах сыграл за клуб из Турку 6 матчей в высшем дивизионе. Чемпион Финляндии 2008 года.
В 2009—2011 годах играл за клубы второго дивизиона «КооТееПее» (Котка) и «ОПС» (Оулу), в обоих был основным вратарём. На старте сезона 2012 года играл в Кубке финской лиги за «Мариехамн», а основную часть сезона провёл в третьем дивизионе за «Джаз».
В 2013 году перешёл в «РоПС», где был резервным вратарём и за два сезона принял участие в 11 матчах высшего дивизиона. Стал обладателем Кубка Финляндии 2013 года, в финальном матче против КуПС (2:1) провёл все 90 минут. В 2014 году вышел на поле в одном матче Лиги Европы.
В 2015—2016 годах выступал во втором дивизионе за «ТПС» (Турку), был основным вратарём клуба и в 2016 году стал вторым призёром турнира.
С 2017 года играл за клубы высшего дивизиона «Кеми Сити», «Лахти», «Мариехамн», «ВПС» (Вааса), во всех был основным вратарём. В составе «Лахти» в 2018 году сыграл один матч в Лиге Европы. С «Мариехамном» в 2019 году стал финалистом Кубка Финляндии. Всего в высшем дивизионе Финляндии сыграл 171 матч (на конец сезона 2022 года).
В 2023 году перешёл в клуб высшей лиги Эстонии «Калев» (Таллин).
Много лет вызывался в сборные Финляндии младших возрастов, провёл около 20 матчей.

## Достижения
- Чемпион Финляндии: 2008
- Обладатель Кубка Финляндии: 2013
- Финалист Кубка Финляндии: 2019